# Эспаррон (Верхняя Гаронна)
Эспарро́н (фр. и окс. Esparron) — коммуна во Франции, находится в регионе Юг — Пиренеи. Департамент — Верхняя Гаронна. Входит в состав кантона Ориньяк. Округ коммуны — Сен-Годенс.
Код INSEE коммуны — 31172.

## География

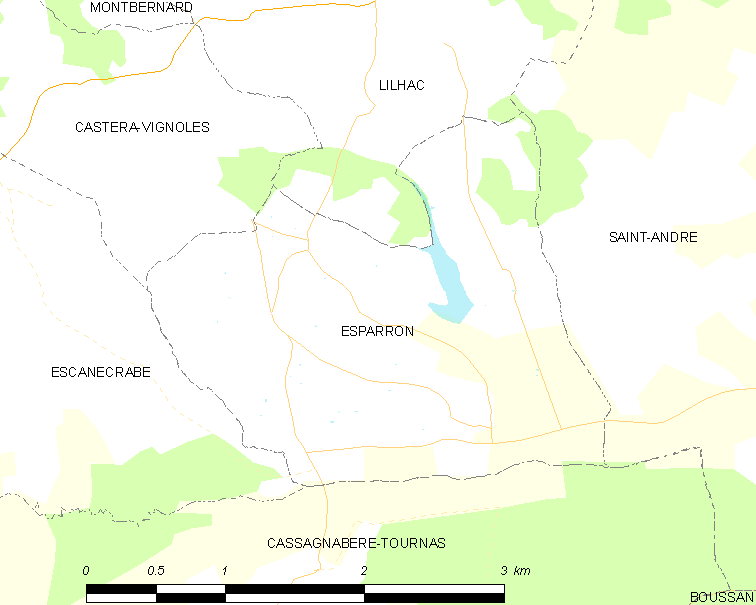
Карта коммуны

Коммуна расположена приблизительно в 640 км к югу от Парижа, в 65 км к юго-западу от Тулузы.
На севере коммуны расположено озеро Эспаррон, образованное одноимённой плотиной плотиной.

## Климат
Климат умеренно-океанический. Зима мягкая и снежная, весна характеризуется сильными дождями и грозами, лето сухое и жаркое, осень солнечная. Преобладают сильные юго-восточные и северо-западные ветры.

## Население
Население коммуны на 2010 год составляло 61 человек.
| 1962 | 1968 | 1975 | 1982 | 1990 | 1999 | 2010 |
| ---- | ---- | ---- | ---- | ---- | ---- | ---- |
| 101  | 95   | 71   | 55   | 46   | 36   | 61   |

## Экономика
В 2010 году среди 37 человек трудоспособного возраста (15—64 лет) 21 были экономически активными, 16 — неактивными (показатель активности — 56,8 %, в 1999 году было 56,0 %). Из 21 активных жителей работало 18 человек (10 мужчин и 8 женщин), безработных было 3 (1 мужчина и 2 женщины). Среди 16 неактивных 3 человека были учениками или студентами, 10 — пенсионерами, 3 были неактивными по другим причинам.